# Wettertechniker
Wettertechniker gehören meistens zum Personal von Wetterwarten, vornehmlich im Bereich des Deutschen Wetterdienstes (DWD).
Der Beruf des Wettertechnikers setzt die Mittlere Reife und besonderes Interesse an naturwissenschaftlichen Fächern voraus.

## Tätigkeitsbereich
Der Tätigkeitsbereich des Wettertechnikers liegt insbesondere in der Beratung von Kunden, im Bedienen und Ablesen der Messinstrumente, sowie im Zeichnen von Wetterkarten. Da die benötigten Daten und Karten fast ausschließlich elektronisch gespeichert sind, ist es von Vorteil, wenn man sich mit Computern und Internet auskennt. Das Bedienen der Messgeräte auf dem Messfeld – auch Klimagarten genannt – setzt eine gewisse körperliche Kondition und technisches Verständnis voraus. Auch fordert der Beruf eine gute Beobachtungsgabe, ein gutes Gedächtnis, zeichnerische Fähigkeiten sowie Konzentrationsfähigkeit. Pünktlichkeit ist wegen der Schichtarbeit besonders wichtig. Ausdauer und Kontaktfreudigkeit sind weitere Voraussetzungen für den Beruf des Wettertechnikers.

## Ausbildung
Die Ausbildung zum Wettertechniker erfolgte an der Wetterdienstschule; die des DWD befindet sich in Langen (Hessen) bei Frankfurt am Main und nennt sich nun Bildungszentrum. Im letzten Vierteljahr an dieser Schule wurden die Auszubildenden auf die Abschlussprüfungen vorbereitet. Es werden auch innerbetriebliche Fortbildungsmaßnahmen, wie z. B. Computerkurse oder Kurse zur Kundenorientierung abgehalten. Auszubildende für den Beruf des Wettertechnikers oder der Laufbahn des naturwissenschaftlichen mittleren Dienstes werden in Langen nicht mehr eingestellt, die dortige Ausbildung konzentriert sich nun auf den Abschluss des (Flug-)Wetterberaters nach einem Studium (an der Fachhochschule des Bundes) mit anschließender Lizenzierungsphase.

## Zukunftsaussichten
Die Zukunft dieses Berufes ist fraglich, denn durch die immer weiter voranschreitende Automatisierung der Wetterwarten (Umwandlung in automatische Wetterstationen) wird das Personal voraussichtlich immer häufiger überflüssig.